# Грос-Зантерслебен
Грос-Зантерслебен (нем. Groß Santersleben) — община в Германии, в земле Саксония-Анхальт. 
Входит в состав района Оре. Подчиняется управлению Хоэ Бёрде.  Население составляет 1050 человек (на 31 декабря 2006 года). Занимает площадь 7,09 км².